# Mauricio Ayora
Mauricio Ayora, (21 de abril de 1966, Guayaquil, Ecuador) es un presentador de noticias, periodista y reportero ecuatoriano, también conocido popularmente bajo el pseudónimo de Caterva.

## Carrera
Trabajó durante varios años en las emisiones informativas del programa Extra TV de Canal Uno, hasta finales de 2010, manejando las noticias de crónica roja con un lenguaje popular, incluso se ganó el pseudónimo de «Caterva», al pronunciar unas palabras despectivas hacia los antisociales durante una emisión del noticiero, donde expresó: “Una caterva de bergantes, pillastres de la peor ralea...”; esto preocupó a sus compañeros de trabajo, quienes pensaron que Mauricio emitió insultos, pronosticando que sería despedido, sin embargo él les explicó que caterva significaba conjunto de personas con poca valía y bergante, pícaro, sinvergüenza, por lo que no habría cometido una falta.
A finales de 2010, fue contratado como presentador del informativo de las mañanas de RTS, donde se encargó de dar un enfoque a la comunidad. También fue conductor del programa Sorprendente, en 2012, junto a Carla Sala, en el que se trató la noticia de crónica roja, precedida comentarios expresados con insultos, gritos, epítetos, fanfarrias y redoble de tambores con el fin de causar las risas del espectador antes de la nota.
En TC Televisión, se ha desempeñado como conductor de DespierTC, noticiero de la comunidad transmitido de seis a siete de la mañana. Debido a su trayectoria de 26 años y ser considerado pionero en imponer su estilo en los noticieros con un léxico informal, en 2015 se estrenó el programa El justiciero, donde estuvo a cargo en la conducción.

## Sanción y libertad de expresión
El 5 de octubre de 2018, Mauricio Ayora hizo una denuncia pública por medio del programa de noticias de TC Televisión, el cual conduce, haciendo un llamado a la ciudadanía de revisar sus cuentas bancarias y constatar que no les estén debitando su dinero, puesto qué hay aseguradoras tales como Grupo Especializado de Asistencia S. A. (GEA), que sin un contrato firmado, solicitan a los bancos que se le debite a las cuentas de los ciudadanos cantidades mensuales que van desde los cinco dólares hasta los veinte dólares, con el justificativo de haber solicitado al propietario de la cuenta por medio de llamadas telefónicas de call center, una aprobación cuestionable que el usuario no ha aceptado para el débito, y que los bancos no deberían realizar esos débitos, manifestando también que por seis meses le debitaron cinco dólares, e hizo un llamado a la Asamblea Nacional y la Fiscalía deberían hacerse cargo.
Luego de sus declaraciones, Ayora dejó de aparecer en el programa, causando durante una semana en redes sociales críticas y debates sobre la libertad de prensa por parte del canal, por un presunto despido en beneficio al sistema bancario, por lo que el 11 de octubre, la cuenta de Twitter de TC Televisión, publicó un comunicado en el que se manifiesta que el periodista no fue despedido, sino más bien sancionado con quince días de suspensión, bajo la justificación de que un medio no defiende los intereses personales, y se mencionó que “La libertad de prensa está atada siempre al respeto a los derechos del otro y a un trabajo periodístico ético, veraz y contrastado” y que según habría violentado procesos y protocolos en periodismo, incumpliendo el reglamento interno de la empresa.
Varias personalidades de televisión manifestaron su solidaridad con Ayora, como Tania Tinoco, quien no está de acuerdo que un comentario del periodista contra la banca deba tener una sanción. La asambleísta y periodista María Mercedes Cuesta, manifestó que no hay que volver al poder ni a la manipulación de políticos e intereses privados, y pidió basándose en la denuncia de Ayora en televisión nacional, un informe a la Superintendencia de Bancos, así como una explicación sobre las causas de la suspensión del periodista, a la gerente de Medios Públicos, Martha Moncayo.
Debido a la polémica que se generó por las declaraciones de Ayora sobre el cobro no autorizado de empresas terceras a través de los bancos del país, la Superintendencia de Bancos envió un comunicado dirigido a los bancos, documento firmado por Juan Carlos Novoa, el superintendente, donde se expresa el derecho a un servicio de calidad sin información engañosa, además de no hacer cargos previamente no aceptados por los usuarios financieros, y de presentarse estas irregularidades, serán sancionadas conforme a la ley.
El 16 de octubre, Ayora, junto al superintendente de bancos, Juan Carlos Novoa y al de Control de Poder de Mercado, Christian Ruiz, fueron llamados a la Comisión de Régimen Económico de la Asamblea. Allí compadeció vía Skype, donde demostró los cobros que sin su autorización se le han hecho en su cuenta, manifestó que la denuncia pública fue en beneficio a la comunidad que también es afectada, pues ese dinero le sirve a la gente que no tiene mucho para sus necesidades, y que no quería volver de esto un tema político. También aseguró sentirse intimidado, ya que luego de su denuncia fue fuertemente llamado la atención y suspendido por la directora de noticia, que lo llamó días después a la oficina para pedirle que se retracte, a lo cual él se negó. Y nuevamente al siguiente día lo volvió a llamar para hacerle escuchar grabaciones de supuestas conversas entre él y el banco, y que la institución lo iba a enjuiciar por las declaraciones que dio en televisión, por lo que quedó sorprendido al escuchar los audios y expresó “dónde queda el sigilo bancario”, luego le indicaron que la suspensión quedaba sin efecto e intentaron hacerle firmar una sanción la cual se negó .